# Aglomeração de Olsztyn
A aglomeração de Olsztyn é uma aglomeração monocêntrica na parte central da voivodia da Vármia-Masúria, que abrange a cidade central de Olsztyn e algumas comunas do condado de Olsztyn. As outras cidades da aglomeração são: Barczewo, Dobre Miasto e Olsztynek.
Conforme o projeto da Rede Europeia de Observação do Desenvolvimento Territorial e da Coesão (ESPON), a área funcional de Olsztyn (FUA, em inglês: Functional Urban Area) tinha 222 mil habitantes em 2002.
Em 2005, Paweł Swianiewicz e Urszula Klimska delimitaram a área da aglomeração de Olsztyn, que abrange Olsztyn e 7 comunas do condado de Olsztyn. Em 2002, essa área era habitada por 241 mil pessoas. Ao definir a aglomeração, foi realizada uma delimitação das áreas adjacentes, considerando o saldo migratório entre 1998 e 2002, a densidade populacional (em 2002) e o índice de emprego relacionado à intensidade dos deslocamentos.
| Comunas             | População (2010-12-31) [hab.] | Área (2010-01-01) [km²] | Densidade populacional [hab./km²] |
| ------------------- | ----------------------------- | ----------------------- | --------------------------------- |
| Olsztyn             | 176463                        | 88,33                   | 1997,77                           |
| Barczewo            | 17045                         | 320,01                  | 53,26                             |
| Dobre Miasto        | 15791                         | 258,69                  | 61,04                             |
| Dywity              | 10347                         | 161,16                  | 64,2                              |
| Gietrzwałd          | 5856                          | 172,33                  | 33,98                             |
| Jonkowo             | 6490                          | 168,69                  | 38,47                             |
| Olsztynek           | 13740                         | 371,51                  | 36,98                             |
| Stawiguda           | 6638                          | 222,87                  | 29,78                             |
| Total (aglomeração) | 252370                        | 1763,59                 | 143,1                             |

## Cooperação entre governos locais
Em 23 de outubro de 2009, foi assinado um acordo de cooperação entre os governos locais e criado o Conselho da Área Metropolitana de Olsztyn. As declarações de ação em prol do desenvolvimento da aglomeração foram assinadas pelo presidente da cidade de Olsztyn, pelo starosta do condado de Olsztyn, bem como pelos prefeitos das comunas de Barczewo, Purda, Dywity, Jonkowo, Gietrzwałd, Stawiguda, Kolno, Biskupiec, Jeziorany, Olsztynek, Dobre Miasto e Świątki.